# Яковлевка (Бахмутский район)
Я́ковлевка (укр. Яковлівка) — село Соледарской городской общине Бахмутского района Донецкой области Украины. 

Код КОАТУУ — 1420989901. Население по данным 2023 года составляет 0 человек. Почтовый индекс — 84542. Телефонный код — 6274.